# Hawick Lau
Hawick Lau (劉愷威; nacido 13 de octubre de 1974) es un actor y cantante hongkonés, uno de los más famosos actores por sus interpretaciones en las series difundidas por la red TVB, como A Kindred Spirit, Virtues of Harmony y Virtues of Harmony II y My Family.

## Biografía
Es hijo del actor Lau Dan. Hawick creció en Hong Kong, pero viajó por toda Asia
Estudió arquitectura en la Universidad de Ryerson en Toronto, Canadá, antes de regresar a Hong Kong para continuar su carrera de actor.
En 2012 comenzó a salir con la actriz Yang Mi, el 11 de noviembre de 2013 anunciaron que se había comprometido y finalmente se casaron el 8 de enero de 2014. El 1 de junio de 2014 le dieron la bienvenida a su primera hija, Noemie Lau alias "Little Sticky Riceo" (小糯米).[cita requerida] En diciembre del 2018 se anunció que la pareja había decidido divorciarse.

## Carrera
Fue miembro de la agencia "Jaywalk Studio". En octubre del 2019 se anunció que no renovaría su contrato con la agencia.
Junto a su padre coprotagonizó en series como Kindred Spirit, Virtues of Harmony y Virtues of Harmony II. 
También es cantante, después de haber lanzado varios álbumes a finales de la década de los años 1990, aunque tenía tanto éxito en su carrera como actor. Debutó a finales de los años 1990, TVB lo había elegido como uno de los cinco New Young Dragons, un grupo de jóvenes actores que la red inpulsaba para convertir en estrellas a nuevos talentos.

## Filmografía

### Películas
| Año  | Película                                       | Personaje          | Notas |
| ---- | ---------------------------------------------- | ------------------ | ----- |
| 2000 | Love Correction 緣份有Take 2                   | Leo                |       |
| 2000 | Long Feng Dou Zhi Pan Long Fang 龙凤斗智蟠龙坊 | Jin Kezhong 金科中 |       |
| 2003 | Honesty 絕種好男人                             | Bug 阿蟲           |       |
| 2003 | The Spy Dad 神勇鐵金剛                         | Hotel employee     |       |
| 2003 | Bless the Child 某年某月某日                   | Wong Yung 王勇     |       |
| 2008 | Irreversi 回路                                 | Adam Liu 劉志明    |       |
| 2012 | Holding Love HOLD住爱                          | Tao Xiaolei 陶晓磊 |       |
| 2013 | Love in Summer                                 |                    |       |

### Televisión
| Año       | Título                                                     | Personaje                     | Notas                                                     |
| --------- | ---------------------------------------------------------- | ----------------------------- | --------------------------------------------------------- |
| 1995-1999 | A Kindred Spirit 真情                                      | Andy Lee 李添安               |                                                           |
| 1997      | Mystery Files 迷離檔案                                     | Cheung Wai 張偉               | Episodes 7-9                                              |
| 1998      | Aiming High 撻出愛火花                                     | Cheung Wing-leung 張永亮      |                                                           |
| 1999      | Untraceable Evidence II 鑑證實錄II                         | Yeung Chi-lun 楊志倫          |                                                           |
| 1999-2000 | At the Threshold of an Era 創世紀                          | Yip Wing-chak 葉榮澤          |                                                           |
| 2001      | Law Enforcers 勇探實錄                                     | Lee Lap-ming 李立明           |                                                           |
| 2001-2002 | Virtues of Harmony 皆大歡喜                                | Yuen Sau 阮壽                 |                                                           |
| 2004      | Virtues of Harmony II 皆大歡喜                             | Lau Ka-sing 劉家星            |                                                           |
| 2004      | Hard Fate 翡翠戀曲                                         | Mok Hei-man 莫希文            |                                                           |
| 2004      | Shades of Truth 水滸無間道                                 | Ben Fai 費文斌                |                                                           |
| 2004      | ICAC Investigators 2004 廉政行動2004                       | Cheung Lap-san 張立山         |                                                           |
| 2005      | My Family 甜孫爺爺                                         | Freeman Man 文逸朗            |                                                           |
| 2005      | Destiny 梦在手里                                           | Fan Yijie 范义杰              |                                                           |
| 2006      | Deng Huo Lan Shan 灯火阑珊                                 | Luo Jiahui 罗家辉             |                                                           |
| 2006-2007 | Relentless Justice 義無反顧                                | Aaron Yip 葉輝煌              | aka No Turning Back                                       |
| 2008      | Huan Zi Cheng Long 换子成龙                                | Chen Tianhong 陈天雄          | aka Changing Sons                                         |
| 2008      | Shun Niang 顺娘                                            | Chen Wuqiu 陈乌秋             |                                                           |
| 2008      | One Thousand Teardrops 一千滴眼泪                          | Jiang Haotian 江浩天          |                                                           |
| 2008      | Da Qing Hui Shang 大清徽商                                 | Chen Yuanliang 陈元亮         | aka The Hui Merchants of Qing                             |
| 2008      | Royal Embroidery Workshop 凤穿牡丹                         | Huo Dongqing 霍冬青           | I Love My Drama Award for Most Popular Actor              |
| 2008      | Letter 1949 我在1949，等你                                 | Lin Xiang 林乡                |                                                           |
| 2009      | Single Mother 单亲妈妈                                     | Tai Songping 秦松平           |                                                           |
| 2009      | East Hegemon 江湖往事                                      | Xiaotang 小唐                 |                                                           |
| 2009      | Who Knows the Female of the Women 谁知女人心               | Zhao Anhua 赵安华             |                                                           |
| 2010      | Niang Qi 娘妻                                              | Gao Yaozhong 高耀宗           |                                                           |
| 2010      | Chong Sheng Men 重生门                                     | Lian Chengwen 连承文          | also known as Gate of Rebirth                             |
| 2010      | Spell of the Fragrance 国色天香                            | Xiang Haoyu 香浩宇            |                                                           |
| 2010      | Happy Mother-in-law, Pretty Daughter-in-law 欢喜婆婆俏媳妇 | Tie Changsheng 铁长生         |                                                           |
| 2011      | Da Tang Nujiang Fan Lihua 大唐女将樊梨花                   | Xue Dingshan 薛丁山           | aka Tang's Female General Fan Lihua                       |
| 2011      | Puti Shu Xia 菩提树下                                      | Long Wusheng 龙舞笙           | aka Under the Bodhi Tree                                  |
| 2011      | Sealed With a Kiss 千山暮雪                                | Mo Shaoqian 莫绍谦            |                                                           |
| 2011      | Love in the War Time 烽火儿女情                            | Fang Junjie 方俊杰            |                                                           |
| 2012      | Ru Yi 如意                                                 | Tan Mingkai 谭铭凯            |                                                           |
| 2012      | Zhuan Huo Xi Bei Lang 战火西北狼                           | Lieutenant Long Douyun 龙骁云 |                                                           |
| 2012      | In Love with Power 山河恋·美人无泪                         | Hong Taiji 皇太极             |                                                           |
| 2013      | A Clear Midsummer Night 盛夏晚晴天                         | Qiao Jinfan 乔津帆            | also producer                                             |
| 2013      | Painted Skin 2 画皮之真爱无悔                              | General Wang Ying 王英        |                                                           |
| 2013      | The Four Scholars of Jiangnan 江南四大才子                 | Tang Bohu 唐伯虎              | post-production                                           |
| 2014      | Die Xue Gu Dao 喋血孤岛                                    | Agent Mike 麦客               | post-production                                           |
| 2014      | Yinian and Xiangbei 一念向北                               | Lu Xiangbei 陆向北            | also known as Heading North also producer post-production |
| 2014      | Across Heaven and Earth 縱橫天地                           | Cho Chi-yuen 曹志遠           | filming                                                   |

### Programas de variedades
| Año        | Programa   | Notas                  |
| ---------- | ---------- | ---------------------- |
| 2016, 2017 | Happy Camp | 2 episodios - invitado |

## Discografía

### Otras canciones
| Año  | Título                     | Álbum | Notas |
| ---- | -------------------------- | ----- | --- |
| 2020 | Believe That Love Will Win |       | junto a otros artistas - (canción en cantonés, de apoyo para las personas que está luchando contra el coronavirus) |